# Słaby pomiar
W mechanice kwantowej (oraz obliczeniach), słaby pomiar jest rodzajem pomiaru kwantowego, w którym badany układ bardzo słabo oddziałuje z urządzeniem pomiarowym. Po dokonaniu pomiaru, wskaźnik urządzenia jest przesunięty o wartość, zwaną „słabą wartością”, zatem, gdy początkowo będzie wskazywał zero, po akcie pomiaru będzie wskazywał słabą wartość. Układ w założeniu nie powinien być znacznie zaburzony aktem pomiaru. Chociaż idea słabych pomiarów zdaje się przeczyć niektórym z podstawowych zasad mechaniki kwantowej, jej formalizm leży w granicach teorii i nie przeczy żadnej podstawowej koncepcji, w szczególności zasadzie nieoznaczoności.
Pomysł słabych pomiarów i słabych wartości opublikowany w 1988 roku przez Yakira Aharonowa, Davida Alberta i Lwa Waidmana, jest szczególnie użyteczny przy gromadzeniu informacji na temat pre- i post-wyselekcjonowanych układów, opisanych przez dwustanowy formalizm wektorowy. Był to główny powód, dla którego Aharonow et al. wprowadzili słabe pomiary. Podczas gdy „silny”, perturbacyjny pomiar może zarówno zaburzyć pomiar post-selekcji, jak i wpłynąć na wszystkie następne pomiary, słaby pomiar nieperturbacyjny może posłużyć do zachowaniu się układu podczas jego ewolucji. Jeżeli {\displaystyle |\phi _{i}\rangle } and {\displaystyle |\phi _{f}\rangle } oznacza stany pre i post-oznaczone, wówczas słaba wartość obserwabli Â jest zdefiniowana jako
{\displaystyle A_{w}={\frac {\langle \phi _{f}|{\hat {\mathbf {A} }}|\phi _{i}\rangle }{\langle \phi _{f}|\phi _{i}\rangle }}.}
Słaba wartość obserwabli staje się duża, gdy stan post-oznaczony, {\displaystyle |\phi _{f}\rangle ,} dąży do ortogonalności względem stanu pre-oznaczonego, {\displaystyle |\phi _{i}\rangle } W ten sposób, poprzez wybór własności obu stanów, słaba wartość operatora może być uczyniona dowolnie dużą, wzmacniając tym samym słabe efekty. Wynik słabego pomiaru może nie być więc wartością własną odpowiadającą mierzonej obserwabli. Mówi się wtedy o „wzmocnionej słabej wartości” (ang. amplified weak value) bądź „anomalnej słabej wartości” (ang. anomalous weak value).
Grupa badawcza Aephraima Steinberga na Uniwersytecie w Toronto, używając wspólnych słabych pomiarów położenia splątanych par fotonów potwierdził eksperymentalnie paradoks Hardy’ego. Niezależnie, zespół fizyków japońskich odnotował w grudniu 2008 roku, oraz opublikował w marcu 2009, że byli oni w stanie obserwować przy użyciu połączonych słabych pomiarów fotonowej wersji paradoksu Hardy’ego. Zamiast elektronu i pozytonu wykorzystano dwa fotony, a zamiast braku anihilacji posłużono się stopniem swobody polaryzacji w zmierzonych wartościach.
Bazując na słabych pomiarach, Howard M. Wiseman zaproponował pomiar słabych wartości dla prędkości cząstki kwantowej o sprecyzowanym położeniu, co nazwał „naiwnie obserwowalną prędkością”. W 2010 zaraportowano o pierwszej bezpośredniej obserwacji trajektorii fotonów w doświadczeniu z podwójną szczeliną, wykazujących jakościowe cechy przewidziane w 2001 roku przez Partha Ghose dla fotonów według teorii de Broglie-Bohma.
W roku 2011, słaby pomiar wielu fotonów, przygotowanych w stanie czystym, poprawione przez silne pomiary zmiennych komplementarnych, posłużyły do zrekonstruowania stanu, w którym fotony przygotowano.